# Podyszcze (Ukraina)
Podyszcze (ukr. Подище) – wieś na Ukrainie, w obwodzie czernihowskim, w rejonie pryłuckim, w hromadzie Ładan. W 2001 liczyła 787 mieszkańców, spośród których 778 wskazało jako ojczysty język ukraiński, a 9 rosyjski.